# برزینا (ناحیه سویتاوی)
برزینا (به چکی: Březina) منطقه‌ای مسکونی در جمهوری چک است که در ناحیهٔ سویتاوی واقع شده‌ است. برزینا ۱۱٫۶۳ کیلومتر مربع مساحت و ۳۵۴ نفر جمعیت دارد و ۴۲۰ متر بالاتر از سطح دریا واقع شده‌است.